# DirecTV (Argentina)
DIRECTV Argentina (legalmente DIRECTV Argentina S.A.) es una filial de la operadora de televisión satelital DirecTV que opera para Argentina. Es propiedad de Vrio y su empresa matriz es el Grupo Werthein desde 2021. 
Además de ofrecer servicios de televisión por suscripción y pago-por-visión, también comercializa internet por fibra óptica.

## Historia
A mediados de 1998, DirecTV obtuvo su permiso para operar en el país. Inició sus operaciones bajo el nombre legal DirecTV Argentina S.A., una empresa conjunta entre el Grupo Clarín y  Galaxy Latin America Investments, LLC, esta última también siendo una empresa conjunta entre la estadounidense Hughes Electronics Corporation y la venezolana Grupo Cisneros. En el 2000, Galaxy Latin America cambia de nombre a DirecTV Latin America, LLC.
En 2002, absorbió a su competidora Sky Argentina debido a la crisis económica que atravesaba el país.
En 2021, la matriz de DirecTV Argentina, Vrio Corp., fue vendida por AT&T al Grupo Werthein.